# Nazionale femminile under 17 di calcio del Canada
La Nazionale Under-17 di calcio femminile del Canada è la rappresentativa calcistica femminile internazionale degli Canada formata da giocatrici al di sotto dei 17 anni, gestita dalla Federazione calcistica del Canada (Canadian Soccer Association - CSA).
Come membro della Confederation of North, Central America and Caribbean Association Football (CONCACAF) partecipa al campionato nordamericano di categoria, i risultati dei quali sono utilizzati per accedere o meno al campionato mondiale FIFA Under-17.
Grazie al primo posto conquistato nell'edizione della Costa Rica 2010 nel campionato nordamericano, ai quali si aggiungono due secondi posti e tre terzi posti, è, al 2018, classificata al terzo posto, dietro agli Stati Uniti e al Messico, mentre nel Mondiale FIFA la migliore posizione conquistata sono le semifinali dell'edizione di Uruguay 2018.

## Partecipazioni ai tornei internazionali

### Piazzamenti al campionato nordamericano Under-17
- 2008: Terzo posto
- 2010: Campione
- 2012: Secondo posto
- 2013: Secondo posto
- 2016: Terzo posto
- 2018: Terzo posto
- 2022: terzo posto

### Piazzamenti ai Mondiali Under-17
- 2008: Quarti di finale
- 2010: Fase a gironi
- 2012: Quarti di finale
- 2014: Quarti di finale
- 2016: Fase a gironi
- 2018: Quarto posto
- 2022: Fase a gironi